# Pierre Morath
Pour les articles homonymes, voir Morath.
Pierre Morath est un athlète et documentariste suisse, né le 10 mai 1970 à Genève.

## Biographie

### Enfance et famille
Pierre Morath naît le 10 mai 1970 à Genève. Il grandit à Carouge, mais suit le lycée en France voisine. Son père est percussionniste suppléant à l'Orchestre de chambre de Lausanne et à l'Orchestre de la Suisse romande et entraîneur de football à Étoile Carouge.
Il est père d'un enfant.

### Athlétisme
Il pratique l'athlétisme à haut niveau, participant notamment aux Championnats d'Europe juniors d'athlétisme 1989, où il termine huitième du 1 500 mètres. À l'âge de 25 ans, il se blesse gravement au tendon d'Achille alors qu'il espère se qualifier pour les Jeux olympiques d'Atlanta sur 1 500 mètres. 

### Journalisme, écriture et documentaires
Il fait parallèlement des études d'histoire[réf. nécessaire] et de journalisme et écrit plusieurs ouvrages sur le sport et la politique. Il travaille notamment pour Léman bleu. 
Au début des années 2000, il s'improvise cinéaste et réalise plusieurs documentaires. Bien qu'autodidacte, il voit ses premiers films bien accueillis et reçoit divers prix dans des festivals.
En 2016, Pierre Morath réalise un documentaire sur la course à pied, Free to Run. Le film, narré par Philippe Torreton, s'attarde sur les pionniers du running qui ont popularisé ce sport aux États-Unis et créé le marathon de New York. Ce film reçoit un excellent accueil de la presse française même si sa diffusion en salles reste confidentielle.

## Filmographie
- 2005 : Les Règles du jeu - coréalisé avec Nicholas Peart
- 2008 : Togo (sous-titré Le foot et la politique ne font qu'un) - coréalisé avec Nicholas Peart
- 2012 : Chronique d'une mort oubliée
- 2016 : Free to Run

## Publications

### Ouvrages documentaires
- Le CIO à Lausanne, 1939-1999, Cabedita, 2000
- La Course de l'Escalade : miroir de son temps, héritière des siècles, Cabedita, 2002, 269 p. (ISBN 2-88295-370-4) (avec Philippe Longchamp)
- Free to run : Courir pour être libre, Hugo Image, 2018, 240 p. (ISBN 978-2-7556-3929-2)

### Roman
- Les Voyages de l'absence, Cabedita, 2001

## Distinctions

### Récompenses
- 2008 : Festival des Libertés (Bruxelles), Prix de la ligue des droits de l'homme 2008 pour le film Togo[6]
- 2013 : Monte Carlo, Festival de Télévision de Monte-Carlo, Nymphe d’or du Meilleur Reportage de Société pour le film Chronique d'une mort oubliée[7]
- 2013 : Prix catholique des médias pour le film Chronique d'une mort oubliée[8]